# Klaus Hentschel

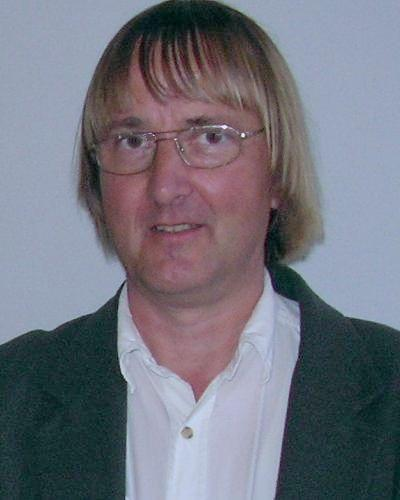
Klaus Hentschel, 2010 in Jena

Klaus Hentschel (* 4. April 1961 in Bad Nauheim) ist ein deutscher Physiker und Wissenschaftshistoriker.

## Leben und Wirken
Klaus Hentschel ist der Sohn der Malerin, Bildhauerin und Grafikerin Ruth Schmidt Stockhausen (1922–2014). Er studierte ab 1979 Physik, Philosophie, Wissenschaftsgeschichte und Musikwissenschaft an der Universität Hamburg. Das Philosophiestudium schloss er 1985 mit dem Magisterexamen und das Physikstudium 1987 mit dem Diplom ab. Nach Auslandsaufenthalten in den USA, unter anderem mit einem DAAD-Stipendium in Boston, wurde er, gefördert von der Studienstiftung des deutschen Volkes, 1989 mit der Arbeit Interpretationen und Fehlinterpretationen der speziellen und der allgemeinen Relativitätstheorie durch Zeitgenossen Albert Einsteins an der Universität Hamburg zum Dr. rer. nat. promoviert. Nach einer Mitarbeit an einem DFG-Projekt über Epistemische Systeme wurde er 1991 Wissenschaftlicher Assistent am Institut für Wissenschaftsgeschichte der Universität Göttingen.
1995 wurde er mit der Arbeit Zum Zusammenspiel von Instrument, Experiment und Theorie. Rotverschiebung im Sonnenspektrum und verwandte spektrale Verschiebungseffekte von 1880 bis 1960 an der Universität Hamburg habilitiert. 1995/1996 war Klaus Hentschel Fellow am Dibner Institute for the History of Science and Technology am Massachusetts Institute of Technology (MIT). Von 1996 bis 2002 war er Oberassistent am Institut für Wissenschaftsgeschichte der Universität Göttingen, anschließend wieder am MIT tätig und danach bis 2003 Ernst-Cassirer-Gastprofessor am Philosophischen Seminar der Universität Hamburg. Von 2003 bis 2005 wirkte er mit einem Forschungsstipendium der DFG an der Universität Bern. 2005/2006 vertrat er an der Universität Stuttgart den Lehrstuhl für Geschichte der Naturwissenschaften und der Technik.
2006 erhielt Klaus Hentschel einen Ruf auf eine Lichtenberg-Professur der VolkswagenStiftung an der Universität Halle-Wittenberg zum Themengebiet „Vergleichende Wissenschaftsgeschichte“ und Mentalitätsgeschichte sowie einen Ruf auf eine Professur an der Universität Stuttgart, den er annahm. Er ist seit 2006 Leiter der Abteilung Geschichte der Naturwissenschaften und Technik des Historischen Instituts an der Universität Stuttgart. Von 2013 bis 2015 und von 2017 bis 2018 war er Vorsitzender des Vorstandes des Fachverbandes Wissenschaftsgeschichte, von 2015 bis 2017 war er stellvertretender Vorsitzender; von 2014 bis 2018 war er Mitglied des Deutschen Nationalkomitees der International Union for the History and Philosophy of Science and Technology (IUHPST).
Klaus Hentschel ist Mitherausgeber von Sudhoffs Archiv. Zeitschrift für Wissenschaftsgeschichte und der Buchreihe Stuttgarter Beiträge zur Wissenschafts- und Technikgeschichte.

## Auszeichnungen
- 1989: Kurt-Hartwig-Siemers-Wissenschaftspreis
- 1992: Heinz Maier-Leibnitz-Preis
- 1993: Paul-Bunge-Preis
- 1998: Marc-Auguste-Pictet-Preis der Société de physique et d'histoire naturelle de Genève[5]
- 1999: Georg-Uschmann-Preis für Wissenschaftsgeschichte der Deutschen Akademie der Naturforscher Leopoldina[6]
- 2017: Neu-Whitrow-Preis der Commission on Bibliography and Documentation der International Union of History and Philosophy of Science[7]

## Mitgliedschaften
- 2004: Mitglied der Deutschen Akademie der Naturforscher Leopoldina[8]
- 2005: Korrespondierendes Mitglied der Académie internationale d’histoire des sciences in Paris, Rom und Liège
- 2013: Vollmitglied (membre effectif) der Académie internationale d’histoire des sciences
- 2015: Vorsitzender des Vorstands der Ruth Schmidt Stockhausen Stiftung

## Schriften
- Interpretationen und Fehlinterpretationen der speziellen und der allgemeinen Relativitätstheorie durch Zeitgenossen Albert Einsteins. Dissertation. Universität Hamburg. Birkhäuser, Basel 1990, ISBN 3-7643-2438-4 (Abstract).
- Die Korrespondenz Petzoldt – Reichenbach. Sigma, Berlin 1990, ISBN 3-928068-03-2.
- Der Einstein-Turm. Erwin F. Freundlich und die Relativitätstheorie. Ansätze zu einer ‚dichten Beschreibung‘ von institutionellen, biographischen und theoriengeschichtlichen Aspekten. Spektrum, Heidelberg 1992, ISBN 3-86025-025-6 (Abstract). Englischsprachige Ausgabe: The Einstein tower. Übersetzung aus dem Deutschen von Ann M. Hentschel. Stanford University Press, Stanford, Californien 1997, ISBN 0-8047-2824-0.
- Zum Zusammenspiel von Instrument, Experiment und Theorie. Rotverschiebung im Sonnenspektrum und verwandte spektrale Verschiebungseffekte von 1880 bis 1960. Habilitationsschrift. Universität Hamburg. Kovač, Hamburg 1995, ISBN 3-86064-730-X.
- Gaußens unsichtbare Hand: der Universitäts-Mechanicus und Maschinen-Inspector Moritz Meyerstein. Vandenhoeck und Ruprecht, Göttingen 2005, ISBN 3-525-82126-3.
- Die Mentalität deutscher Physiker in der frühen Nachkriegszeit. Synchron, Heidelberg 2005, ISBN 3-935025-80-7.
- Unsichtbares Licht? Dunkle Wärme? Chemische Strahlen? Verlag für Geschichte der Naturwissenschaften und der Technik, Diepholz, Stuttgart, Berlin 2007, ISBN 978-3-928186-84-1.
- Visual Cultures in Science and Technology. A Comparative History. Oxford University Press, Oxford 2014, ISBN 978-0-19-871787-4.
- Lichtquanten. Die Geschichte des komplexen Konzepts und mentalen Modells von Photonen. Springer Spektrum, Heidelberg 2017, ISBN 978-3-662-55273-5.
Englisch: Photons. The history and mental models of light quanta. Springer, Cham 2018, ISBN 978-3-319-95252-9.
- „Lichtquanten“ bzw. „Photonen“. Über die hinter diesen Termini liegenden mentalen Modelle und die stufenweise Anreicherung ihrer Bedeutungsschichten. In: Johannes Blümer (Hrsg.): Quanten 10 (=  Schriften der Heisenberg-Gesellschaft. Band 10). Hirzel, Stuttgart 2025, S. 47–107 (Volltext).

Herausgeberschaften
- mit John Blackmore: Ernst Mach als Aussenseiter: Machs Briefwechsel über Philosophie und Relativitätstheorie mit Persönlichkeiten seiner Zeit. Auszug aus dem letzten Notizbuch (Faksimile) von Ernst Mach (= Philosophica. Band 3). Braumüller, Wien 1985, ISBN 3-7003-0612-1.
- mit Ann M. Hentschel: Physics and National Socialism. An Anthology of Primary Sources. Übersetzung Ann M. Hentschel. Birkhäuser, 1996. ISBN 3-7643-5312-0.
- Brieftagebuch zwischen Max Planck, Carl Runge, Bernhard Karsten und Adolf Leopold. ERS, Berlin 1999, ISBN 3-928577-34-4.
- The role of visual representations in astronomy. Deutsch, Thun, Frankfurt am Main 2000, ISBN 3-8171-1630-6.
- Unsichtbare Hände. Zur Rolle von Laborassistenten, Mechanikern, Zeichnern und anderen Amanuenses in der physikalischen Forschungs- und Entwicklungsarbeit. Verlag für Geschichte der Naturwissenschaften und der Technik, Diepholz, Stuttgart, Berlin 2008, ISBN 978-3-928186-85-8.
- mit Friedel Weinert, Dan Greenberger: Compendium of Quantum Physics. Concepts, Experiments, History and Philosophy. Springer, Dordrecht, Heidelberg, New York u. a. 2009, ISBN 978-3-540-70626-7.
- Analogien in Naturwissenschaft und Medizin. Wissenschaftliche Verlagsgesellschaft, Stuttgart 2010, ISBN 978-3-8047-2865-3 (Acta Historica Leopoldina. 56).
- Zur Geschichte von Forschungstechnologien. Generizität-Interstitialität-Transfer. GNT, Diepholz, Berlin, Stuttgart 2012, ISBN 978-3-86225-105-6.
- Historischer Campusführer der Universität Stuttgart. 3 Bände. GNT, Diepholz, Berlin, Stuttgart 2010–2014, ISBN 978-3-86225-102-5, ISBN 978-3-86225-010-3, ISBN 978-3-86225-011-0.
- mit D. Hoffmann: Carl Friedrich von Weizsäcker. Physik, Philosophie und Friedensforschung. Wissenschaftliche Verlagsgesellschaft, Stuttgart 2014, ISBN 978-3-8047-3244-5 (Acta Historica Leopoldina. 63).
- mit J. Webel: Geschichte und Praxis der Materialforschung. GNT, Diepholz 2016, ISBN 978-3-86225-107-0.